# Selenophorus mundus
Selenophorus mundus är en skalbaggsart som beskrevs av Jules Putzeys. Selenophorus mundus ingår i släktet Selenophorus och familjen jordlöpare. Inga underarter finns listade i Catalogue of Life.